# Paramapania rostrata
Paramapania rostrata là loài thực vật có hoa trong họ Cói. Loài này được Uittien mô tả khoa học đầu tiên năm 1935.